# Fedula
Fedula is een plaats (frazione) in de Italiaanse gemeente San Lorenzo del Vallo.